# Col de Buret
Le col de Buret est un col routier des Pyrénées françaises dans le département de la Haute-Garonne en région Occitanie.

## Géographie
Dans le terroir historique du Comminges, il est situé sur l'ancienne route nationale 618 sur le territoire de la commune de Juzet-d'Izaut à l'est du village. Il se trouve à 600 mètres d'altitude mais est fréquemment indiqué à 599 mètres.

## Activités

### Cyclisme
Le col est classé en 4e catégorie au km 113,5 de la 9e étape du Tour de France 2008 mais il est très fréquemment emprunté par l'épreuve sans être pris en compte dès lors que le parcours passe par le col des Ares et le col de Portet-d'Aspet en suivant la RD 618. Il est évité lorsque le parcours privilégie le col de Menté au col des Ares (RD 44).

### Randonnée
Le sentier de grande randonnée 78 et le GRP des Trois Vallées passent au col. C'est un point de départ privilégié pour une randonnée vers le pic de Cagire (1 912 m) par la forêt domaniale de Juzet-d'Izault.